# 히로노정 (후쿠시마현)
히로노정(일본어: 広野町 히로노마치[*])은 일본 후쿠시마현 하마도리 남부에 있는 후타바군(1896년 이전에는 나라하군)의 정이다.

## 지리
도쿄 전력의 히로노 화력 발전소 15호기가 있다(2005년 기준). 에도 시대 무렵까지는 농촌이자 아니라 역참 마을로도 번창했다.
일본 동요 "잠자리의 안경"의 발상지로 거품 경제 붕괴 이후 1990년대부터는 오락성을 앞세워 지역 진흥을 도모하고, "히로노 동요 축제"와 "J 빌리지"로 유명한 촌락이다.

## 역사
센고쿠 시대까지는 이와키씨의 영내에 들어갔고 에도 시대에는 이와키 다이라번의 영내에 들어갔다.
- 1889년 4월 1일 - 정촌제 시행과 함께 나라하군 히로노촌이 탄생하였다.
- 1896년 4월 1일 - 나라하군이 시네하군과 합병해 후타바군이 되었다.
- 1940년 4월 1일 - 정으로 승격해 히로노정이 되었다.
- 1980년 4월 1일 - 히로노 화력 발전소 1호기가 영업 운전을 개시하였다.
- 1994년 11월 13일 - 제1회 히로노 동요 축제가 개최되었다.
- 1997년 7월 - J 촌이 개업하였다.
- 2002년 3월 23일 - 조반 자동차도 히로노 IC가 개통하였다.
- 2002년 6월 - 2002년 FIFA 월드컵이 개최되어 아르헨티나 축구 국가대표팀이 히로노에 캠프를 마련했다.
- 2011년 3월 11일 - 동일본 대지진으로 피해를 입었다.
- 2011년 3월 12일 - 후쿠시마 제1 원자력 발전소 사고가 발생해 일본 정부의 피난 준비 구역(대피 명령)에 따라 정사무소를 이웃 지역인 이와키로 임시 이전했다.
- 2011년 9월 30일 - 피난 준비 구역이 해제되었다.
- 2012년 3월 1일 - 정사무소가 관할 지역으로 복귀했다.

## 인구
| 연도 | 인구  | ±%     |
| ---- | ----- | ------ |
| 1920 | 5,202 | —      |
| 1930 | 4,672 | −10.2% |
| 1940 | 4,853 | +3.9%  |
| 1950 | 6,214 | +28.0% |
| 1960 | 5,934 | −4.5%  |
| 1970 | 4,939 | −16.8% |
| 1980 | 5,335 | +8.0%  |
| 1990 | 5,591 | +4.8%  |
| 2000 | 5,813 | +4.0%  |
| 2010 | 5,418 | −6.8%  |

## 기후
| 히로노정의 기후                                              | 히로노정의 기후 | 히로노정의 기후 | 히로노정의 기후 | 히로노정의 기후 | 히로노정의 기후 | 히로노정의 기후 | 히로노정의 기후 | 히로노정의 기후 | 히로노정의 기후 | 히로노정의 기후 | 히로노정의 기후 | 히로노정의 기후 | 히로노정의 기후 |
| 월                                                           | 1월             | 2월             | 3월             | 4월             | 5월             | 6월             | 7월             | 8월             | 9월             | 10월            | 11월            | 12월            | 연간            |
| ------------------------------------------------------------ | --------------- | --------------- | --------------- | --------------- | --------------- | --------------- | --------------- | --------------- | --------------- | --------------- | --------------- | --------------- | --------------- |
| 역대 최고 기온 °C (°F)                                       | 18.4 (65.1)     | 22.8 (73.0)     | 23.9 (75.0)     | 28.2 (82.8)     | 31.8 (89.2)     | 34.9 (94.8)     | 37.3 (99.1)     | 37.0 (98.6)     | 35.2 (95.4)     | 31.6 (88.9)     | 25.6 (78.1)     | 23.0 (73.4)     | 37.3 (99.1)     |
| 일평균 최고 기온 °C (°F)                                     | 7.9 (46.2)      | 8.2 (46.8)      | 11.0 (51.8)     | 15.6 (60.1)     | 19.6 (67.3)     | 22.3 (72.1)     | 26.1 (79.0)     | 27.7 (81.9)     | 24.9 (76.8)     | 20.3 (68.5)     | 15.6 (60.1)     | 10.7 (51.3)     | 17.5 (63.5)     |
| 일일 평균 기온 °C (°F)                                       | 3.3 (37.9)      | 3.5 (38.3)      | 6.3 (43.3)      | 10.9 (51.6)     | 15.3 (59.5)     | 18.6 (65.5)     | 22.4 (72.3)     | 24.0 (75.2)     | 21.1 (70.0)     | 16.0 (60.8)     | 10.8 (51.4)     | 5.9 (42.6)      | 13.2 (55.7)     |
| 일평균 최저 기온 °C (°F)                                     | −1.3 (29.7)     | −1.2 (29.8)     | 1.4 (34.5)      | 6.1 (43.0)      | 11.0 (51.8)     | 15.3 (59.5)     | 19.5 (67.1)     | 21.1 (70.0)     | 17.7 (63.9)     | 11.9 (53.4)     | 6.0 (42.8)      | 1.0 (33.8)      | 9.0 (48.3)      |
| 역대 최저 기온 °C (°F)                                       | −10.5 (13.1)    | −10.2 (13.6)    | −6.9 (19.6)     | −3.8 (25.2)     | 0.8 (33.4)      | 5.5 (41.9)      | 10.4 (50.7)     | 10.6 (51.1)     | 7.9 (46.2)      | −0.2 (31.6)     | −4.2 (24.4)     | −7.5 (18.5)     | −10.5 (13.1)    |
| 평균 강수량 mm (인치)                                        | 58.3 (2.30)     | 51.4 (2.02)     | 109.5 (4.31)    | 133.8 (5.27)    | 151.5 (5.96)    | 165.3 (6.51)    | 191.3 (7.53)    | 143.5 (5.65)    | 222.7 (8.77)    | 227.1 (8.94)    | 85.7 (3.37)     | 52.2 (2.06)     | 1,600.3 (63.00) |
| 평균 강수일수 (≥ 1.0 mm)                                     | 4.8             | 5.1             | 9.0             | 9.7             | 10.5            | 12.1            | 13.0            | 10.6            | 12.5            | 10.6            | 6.8             | 5.2             | 109.9           |
| 평균 월간 일조시간                                           | 189.9           | 183.2           | 191.0           | 192.4           | 194.1           | 151.6           | 147.5           | 175.0           | 137.5           | 144.8           | 160.3           | 174.7           | 2,041.7         |
| 출처: 일본 기상청 (평년값: 1991년~2020년, 극값: 1976년~현재) |                 |                 |                 |                 |                 |                 |                 |                 |                 |                 |                 |                 |                 |

## 교통

### 철도
- 동일본 여객철도 조반선
  - 히로노역

### 도로
- 조반 자동차도
- 국도 6호선

### 후쿠시마 원자력 사고의 영향
2011년 3월 12일 후쿠시마 제1 원자력 발전소 사고로 반경 20km 내에 있는 출입 금지 구역의 남쪽 (이와키·미토 방향) 관문이 히로노에 설치되었다. 또한 북쪽 (소마·센다이 방향) 관문은 하라노마치에 설치되었다. 따라서 국도 6호선과 조반선 등의 통행 가능 구역 남쪽은 히로노가 북방 한계선이었다.

## 관광

### 관광지
- J 촌(일본어판)
- 오리키 온천장
- 다카쿠라성터

### 행사
- 히로노 동요 축제